# Halsfaszie
Die Halsfaszie (lat. Fascia cervicalis, auch Fascia colli) ist eine Faszie, die aus drei Blättern, einem oberflächlichen, mittleren und tiefen Blatt besteht. Diese umfassen jeweils verschiedene Teile des Halses.

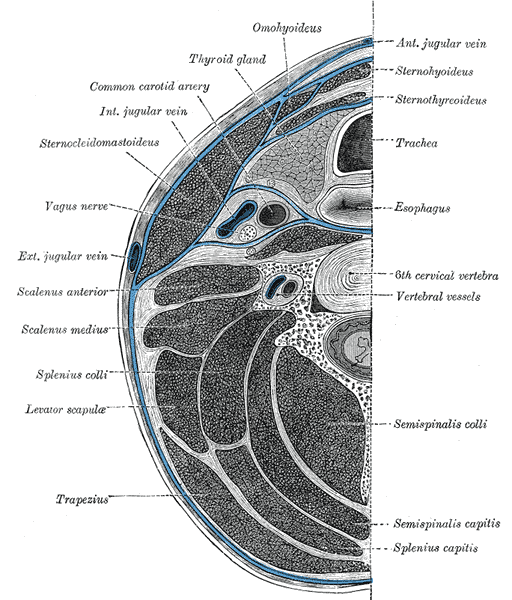
Die anatomischen, transversalen Schichten des menschlichen Halses. Mit blauer Markierung die drei Halsfaszien

## Lamina superficialis
Das oberflächliche Blatt der Halsfaszie, die Lamina superficialis oder Fascia colli superficialis, liegt hinter dem Platysma, umhüllt die Mm. sternocleidomastoidei und setzt sich nach dorsal fort, um den gesamten Hals zu umschließen. Im Nacken, über dem M. trapezius, geht sie in die „derbfilzige“ Fascia nuchae über. Das oberflächliche Blatt ist Teil der Oberflächenfaszie (Fascia superficialis).

## Lamina praetrachealis
Das mittlere Blatt der Halsfaszie, die Lamina praetrachealis, umfasst die infrahyale Muskulatur und reicht vom Zungenbein bis zum Brustbein und Schlüsselbein. Sie ist mit der Vagina carotica (Gefäß-Nervenscheide) verwachsen, die unter anderem die V. jugularis interna enthält. Durch den Zug der Mm. omohyoidei kann so verhindert werden, dass diese bei niedrigen Blutdruckwerten kollabiert.

## Lamina praevertebralis
Das tiefe Blatt der Halsfaszie, die Lamina praevertebralis, umgibt unmittelbar die autochthone Muskulatur des Nackens und die weiter innen liegende Halswirbelsäule. Sie reicht von der Schädelbasis bis zum dritten Brustwirbel und geht dort in die Fascia endothoracica über. Die Lamina praevertebralis umfasst unter anderem den Plexus cervicalis, der die Lamina superficialis am Erb-Punkt (Punctum nervosum) durchbricht.
Vor der Lamina praevertebralis befindet sich das Spatium peripharyngeum, das nach kaudal ins Mediastinum übergeht. In dieses können entzündliche Prozesse des Halses absteigen, da keine Abgrenzung zwischen beiden Räumen besteht.